# Резня в районе аль-Машарка
Резня в районе Алеппо аль-Машарке произошла утром 11 августа 1980 года во время праздника Курбан-Байрам у старого Алеппо и оставила после себя до 100 трупов, которых похоронили в массовых могилах, раскопанных бульдозерами.

## Предыстория
Противостояние правительства Сирии и Братьев-мусульман началось в 1979 году после издания Хафезом аль-Асадом Указа № 40. Братья-мусульмане призывали к свержению власти и начали проводить диверсионную деятельность, убивая официальных лиц.

## Ход событий
В ответ на нападение на патруль правительственных войск генерал-лейтенант спецназа Хашим Муалла приказал своим людям окружить район и вытащить из их домов случайных жителей, после чего их под конвоем повели к ближайшему кладбищу. У могилы Ибрахима Ханану войска открыли по пленным огонь, убив от 80 до 100 человек, несколько сотен было ранено. Позже бульдозеры закопали тела людей, причём некоторые из них ещё были живы. Некоторые убитые были членами Баас и правительственными работниками, поддерживающими правительство, отобранными случайно.